# Jianpu
Le jianpu (chinois simplifié : 简谱 ; chinois traditionnel : 簡譜 ; pinyin : jiǎnpǔ ; Wade : chien³p'u³ ; cantonais Jyutping : gaan²pou² ; cantonais Yale : gaan²póu littéralement « notation simplifiée ») est un système de notation musicale utilisé dans le monde chinois. Il est dérivé du système français Galin-Paris-Chevé et s'est largement répandu comme système de notation à partir de 1900. Il est également appelé en mandarin notation chiffrée (chinois simplifié : 数字谱 ; chinois traditionnel : 數字譜 ; pinyin : Shùzì pǔ).

## Histoire
Le jianpu succède à la notation gongche, qui est parfois encore utilisée. Du fait de sa simplicité, il a été inventé ou revisité à plusieurs reprises au cours de l'histoire. Une première trace d'un système de notation chiffrée apparaît en 1555 sous la forme d'une notation pour orgue de Juan Bermudo (vers 1510 - vers 1565). Rousseau exploite ou réinvente le procédé dans son mémoire de 1742. Au début du XIXe siècle, le professeur de mathématique Pierre Galin (1786 ─ 1821), le Dr Aimé Paris (1798 ─ 1866) et le professeur de musique Émile Chevé (1804 ─ 1864) popularisent la notation. Le gouvernement français valide ce système de notation et lui donne une reconnaissance officielle sous le nom de notation Galin-Paris-Chevé.
La date d'arrivée exacte du jianpu en Chine est inconnue, le système Chevé serait importé par un Français via le Japon à la fin du XIXe siècle,. Un panneau d'information présent au mausolée de Sun Yat-sen lui attribue l'arrivée du jianpu qu'il aurait découvert au cours de ses années d'exil en Europe, entre 1895 et 1911[réf. nécessaire]. Il se diffuse ensuite très rapidement dans le pays, et il est aujourd'hui majoritaire en Chine. Ce système est également d'un usage courant en Indonésie, tant dans la musique religieuse que dans la musique traditionnelle (angklung).

## Notation

### notes de musique
Les chiffres de 1 à 7 représentent les notes musicales en valeurs relatives, indépendamment de leur hauteur absolue, et se prononcent respectivement do ré mi fa sol la si. Les chiffres correspondent par définition à une gamme diatonique. Si on part de do, la relation entre le solfège et la notation jianpu est :
```
Solfège :  do  ré  mi  fa  sol la  si
Notation : 1   2   3   4   5   6   7
```

Le 0 représente un silence.
On peut tout à fait noter un changement de tonalité au cours d'un morceau. On passe par exemple de 1 = C à 1 = F quand le si devient bémol. 
Le ton est généralement écrit en haut de la partition sous la forme 1 = X où X est la tonique écrite en notation anglaise (de C à B, y compris Bb ou F#). 1 = C correspond donc à l'échelle C D E F G A B en hauteurs absolues. La même notation du ton, 1 = F, par exemple, servira pour indiquer qu'on est en Fa majeur ou en Ré mineur.
Les altérations sont donc rares dans une partition écrite en jianpu mais peuvent se présenter pour des notes "étrangères" au mode choisi ou pour un changement de mode court (transition). Elles peuvent être bémol ou dièse et sont indiquées devant le chiffre correspondant à l'intervalle à jouer.

### Changement d'octave

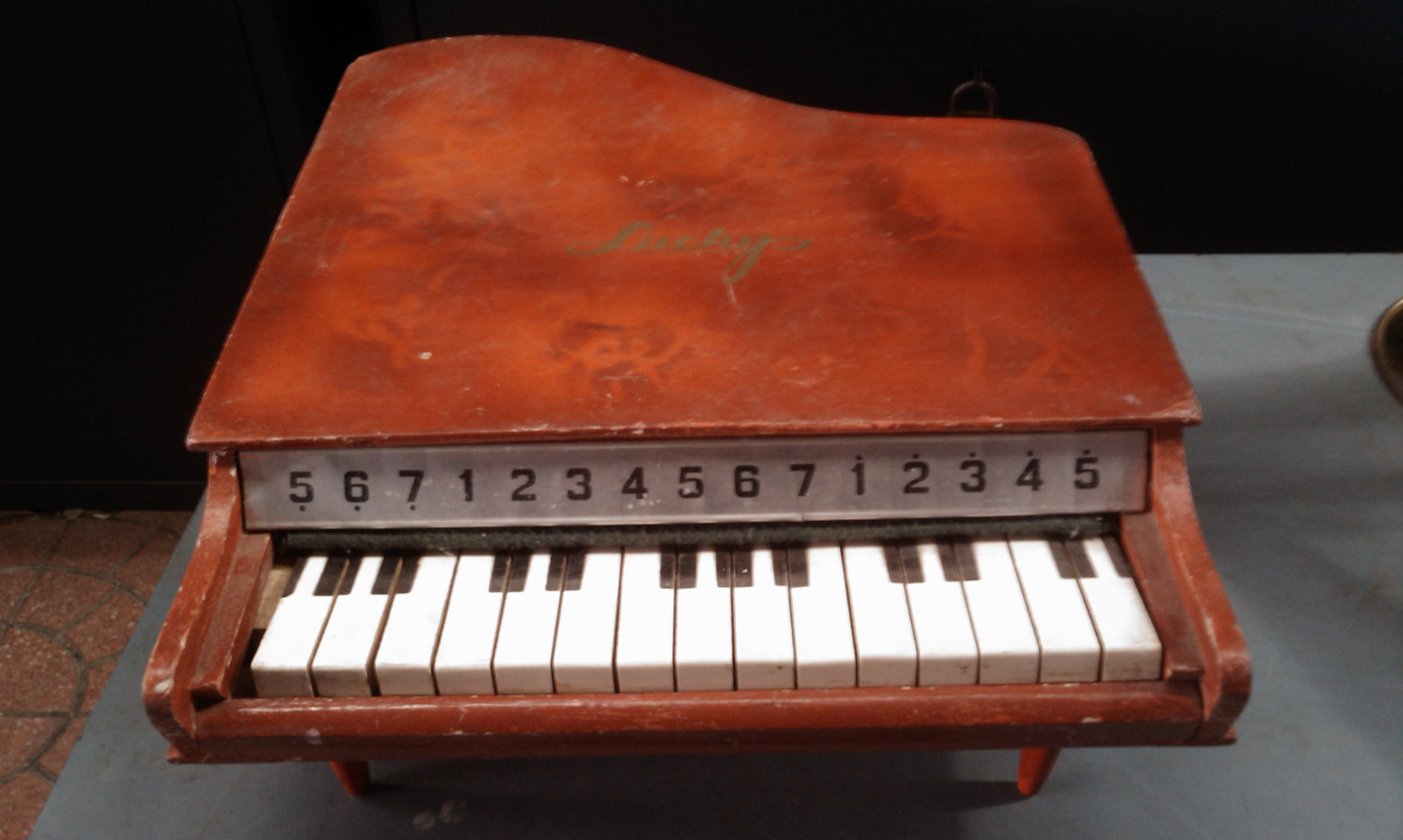
Piano chinois pour enfant, avec notation jianpu.

Les points, sur ou sous les notes de musique, les augmentent ou diminuent d'une octave. Le nombre de points correspond au nombre d'octaves. Par exemple, « 6 » avec un point dessous est inférieur d'une octave à « 6 ». Les gammes peuvent donc être écrites ainsi :
```
                                         .
gamme majeure :            1 2 3 4 5 6 7 1
gamme mineure naturelle :  6 7 1 2 3 4 5 6
                           · ·
```

### Durée des notes
Un chiffre seul correspond à une noire. Les traits suivant la note la prolongent.
```
1      noire
1-     blanche
1--    blanche pointée
1---   ronde
1----- ronde pointée
```

Au contraire, les traits soulignants correspondent à des divisions
```
1 soulignement : croche
2 soulignements : double croche
3 soulignements : triple croche
4 soulignements : quadruple croche
```

Cela correspond donc aux nombres de barres ou de crochets dans la notation du solfège.

### Liaisons
Les liaisons se notent comme en solfège, avec une courbe allant de la première à la dernière note liée.
Au contraire, un V en haut de la ligne de lecture, indique un endroit où l'on peut reprendre sa respiration.

### Ornements
Parmi les ornements utilisés en jianpu, on relève :

#### L'appoggiature
L'appoggiature est notée généralement par une flèche arrondie, montante ou descendante, entre les 2 notes auxquelles elle va s'appliquer, elle est notamment utilisée dans les instruments à vent ou à corde pour des transitions qui doivent se faire progressivement entre 2 notes, et non pas de manière très distincte.

#### Appoggiature brève
Il existe également des appoggiatures brèves. Elles sont notées par le numéro de la note écrit en petit, au-dessus de la ligne de base, avec un double souligné et une courbe allant vers la ligne de la note (quart bas, gauche d'un cercle).

#### Le trille
Le trille est noté tr, comme en solfège. Cette notation est placée au-dessus du numéro de la note et se joue en alternant avec la note supérieure. Un numéro de note peut être écrit au-dessus de tr ; dans ce cas, le trille s'exécute en alternant entre la note au-dessus de laquelle il est inscrit et cette note ajoutée au-dessus.

## Exemple
Voici par exemple le morceau « Amazing Grace » de John Newton, en version jianpu, puis en version solfège.

Online Cipher Notation  ou  Online Jianpu:
Après l'introduction d'Internet, la notation chiffrée a été simplifiée, afin d'être saisie par de simples caractères ascii. Par exemple, la première strophe de Amazing Grace peut être transcrite ainsi :
/ 005 //
/ 1'0(3'1') / 3'02' / 1'06 / 505 //
/ 1'0(3'1') / 3'0(2'3') / 5'00 / 00(2'3') //
/ 5'0(3'1') / 3'0(3'2') / 1'06 / 505 //
/ 1'0(3'1') / 3'02' / 1'00 ! / 000 //